# 巴克萊中心
巴克萊中心（Barclays Center）是一座位於紐約州布魯克林的多功能室內體育競賽場。部分建築座落於大都會運輸局（MTA）位於亞特蘭提大道的檢車段土地上。巴克萊中心屬於「Atlantic Yards」計劃的一部分，該計劃包含了體育場館和住商混合設施，總預算約為49億美元。
巴克萊中心是國家籃球協會(NBA)旗下的布魯克林籃網隊主場館，也用作舉辦演唱會、大型會議以及其他體育賽事。同樣位在紐約都會區的同類設施包括紐約市的麥迪遜廣場花園、納蘇縣的納蘇競技場、紐華克的保誠中心，以及博根縣的IZOD中心。從2015年開始，巴克萊中心將會成為國家冰球聯盟旗下紐約島人隊的主場。
體育場的建設計劃最早是在2004年提出，當時地產開發商人布魯斯·瑞納買下籃網隊後希望能為隊伍建設一座新的主場。起初由於當地居民的反彈，建造計劃進行的並不順利。土地徵收的過程、都市衰退的議題、華德烘培大樓的拆除、多起的官司訴訟，以及財政上的困難都造成了開發計劃數年的延遲。體育場最後終於在2010年3月11日動土開工，並於2012年9月21日正式對外開放。巴克萊中心的第一場活動伴隨著Jay-Z的演唱會在2012年9月28日舉行。

## 設計

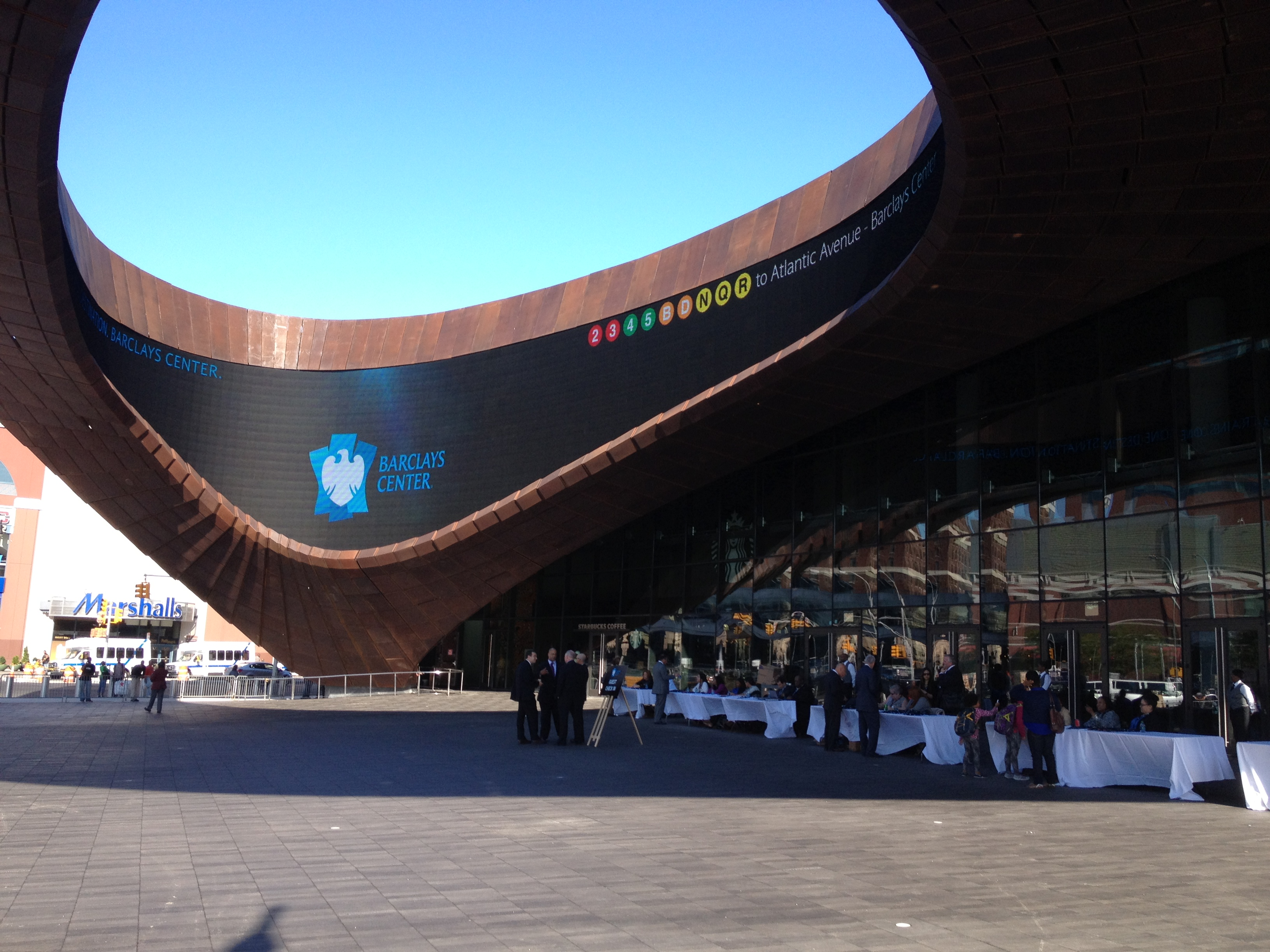
巴克萊中心入口廣場上方的眼窗洞（oculus），以及窗洞內側的LED螢幕

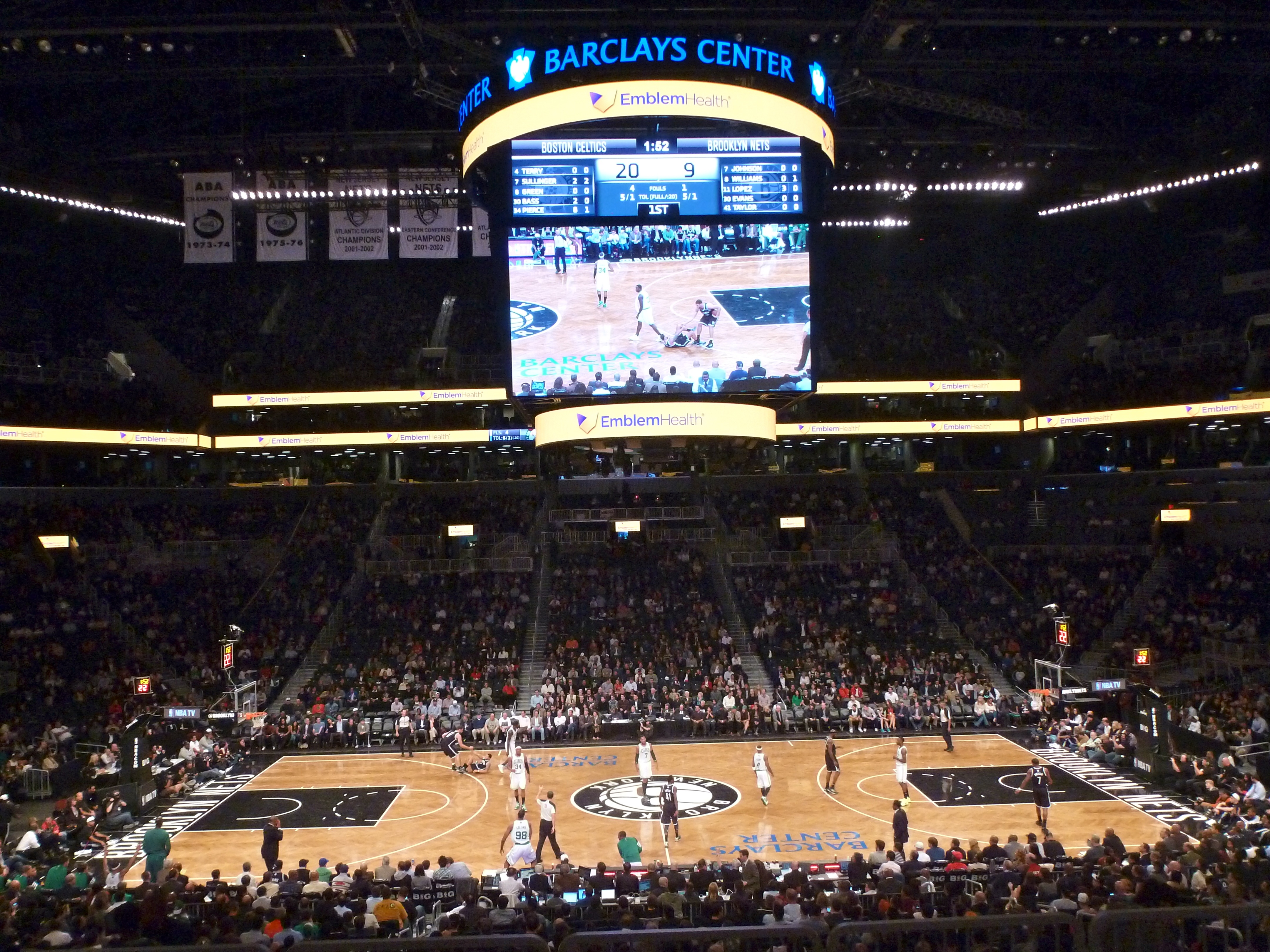
巴克萊中心內的籃球比賽場地

巴克萊中心是由Ellerbe Becket建築事務所（該事務所也曾設計過TD花园、時代華納有線電視體育場、Quicken Loans體育場）及紐約當地的SHoP Architects合作設計。
在外觀方面，體育館基本上是由三個環狀結構交疊而成，外側以12,000片網狀耐候鋼板支撐的玻璃帷幕包覆，設計的概念是為了呼應布魯克林地區的棕色砂石建築風格。體育館入口廣場上方有一個從建築主體延伸出長36公尺、寬17公尺的眼窗洞（oculus），在眼窗洞的內緣裝設了不規則形狀的環型顯示螢幕。
面積達3,613平方公尺的入口廣場中有一座造價5,000萬美元的「運輸連結」（Transit Connection）構造體，成為了廣場中的視覺焦點。這個運輸構造體將巴克萊中心與地鐵車站連結，車站內共有九條地鐵路線交會。構造體由紐約市的建築事務所Stantec設計。由於籃球比賽場地位於地下室，因此從入口廣場上就可以看見籃球場中的計分板。
巴克萊中心預計將通過領先能源與環境設計（LEED）的銀牌綠建築認證。
體育館最初的規劃是由建築師法蘭克·蓋瑞設計，在原始設計中，場館的屋頂上會有一個對Atlantic Yards居住者開放的公園，可在此眺望曼哈頓的景色，公園四周以開放式的田徑跑道環繞，跑道在冬季可作為溜冰場使用。但由於蓋瑞的設計將會讓體育館的建設預算提高至10億美元，這樣的造價在規劃當時被認為太過高昂。最後在2009年9月，Becket和SHoP的設計方案取代了蓋瑞原始設計，讓體育館的建設預算降低為8億美元。但是最後整個計劃實際造價仍然花費了將近10億美元。

## 冠名權
在2007年1月18日宣布了體育館由英國的巴克萊銀行取得冠名權，正式名稱定為巴克萊中心。根據報導，巴克萊銀行同意在接下來的20年間支付4億美元給籃網隊來取得冠名權。當時這個金額超越了1999年飛利浦以1.85億美元取得飛利浦體育館冠名權的紀錄，成為美國最貴的冠名權交易。然而，這份冠名權合約在2009年重新進行了談判，雙方最後同意的價格約為2億美元左右。這筆冠名權的收入為體育館的開發公司所有，而並非持有體育館土地的紐約州政府。巴克萊在美國並沒有針對一般客戶開設的分行，因此體育館內也不會設有巴克萊的自動提款機。

## 重要活動與賽事
巴克萊中心以一連串的演唱會作為開幕活動，其中包括饒舌歌手Jay-Z的演出。共計八場的演唱會在2012年的9月28日至10月6日間舉行。每場演出的門票都在2012年7月12日開賣當天售罄。
芭芭拉·史翠珊在2012年10月11日和12日回到了故鄉布魯克林，在此舉行了兩場演場會。
巴克萊中心的第一場NBA球賽在2012年10月15日舉行，是由籃網隊對上華盛頓巫師隊。而這裡第一場的NBA例行賽則在2012年11月3日舉行，籃網隊以107分對100分擊敗了多倫多暴龍。這場比賽原本計劃在11月1日舉行，並將歷史性的對上紐約尼克隊。然而由於颶風珊迪打亂了紐約的大眾運輸系統，以及颶風期間警力的缺乏，因此紐約市長彭博決定宣布取消這場比賽。
世界摔角娛樂（WWE）的付費收看賽事桌子、梯子、椅子（TLC）在2012年12月16日在此舉行，成為了巴克萊中心第一場的WWE比賽。
2013年MTV音樂錄影帶大獎2013年8月25日在此舉行，雖然這個頒獎典禮曾數次來到紐約市，但這是其中第一次在曼哈頓以外的場地舉行。
包括年輕歲月、安德烈·波伽利、滾石合唱團、酷玩樂團、小賈斯汀、Swedish House Mafia、Lady Gaga、蕾哈娜和保羅·麥卡尼五月天、林俊杰、王嘉尔、薛之谦等都在巴克萊中心舉行了演出。

## 資料來源
1. 1 2 3 4  . Construction Digital. 2011-08-01  [2011-08-04]. （原始内容存档于2011-10-18）.
2. 1 2  Durkin, Erin; Hutchinson, Bill. . Daily News (New York). 2010-03-11  [2011-03-11]. （原始内容存档于2010年3月14日）.
3. ↑  . huntconstructiongroup.com. 2009-11-26  [2012-04-29]. （原始内容存档于2012-05-09）.
4. ↑  . Empire State Development Corporation. （原始内容存档于2012-09-19）.
5. 1 2  Hunt, Christopher. . ESPN. 2011-09-26  [2011-09-26]. （原始内容存档于2016-03-03）.
6. ↑  Honan, Edith. . Reuters Canada.   [2012-10-24]. （原始内容存档于2013-07-03）.
7. ↑  Sandomir, Richard; Bagli, Charles V. . The New York Times. 2004-01-21  [2012-10-04]. （原始内容存档于2015-10-30）.
8. ↑  Dwoskin, Elizabeth. . The Village Voice. 2009-11-26. （原始内容存档于2013-05-23）.
9. ↑  . nymn.com. 2012-09-28  [2012-09-28]. （原始内容存档于2012-10-04）.
10. ↑  . SHoP Construction.   [2011-10-20]. （原始内容存档于2021-01-18）.
11. 1 2 3   (新闻稿). Barclays Center. 2011-09-28  [2011-10-20]. （原始内容存档于2011-10-16）.
12. ↑  Bagli, Charles V. . The New York Times. 2011-03-17  [2013-06-07]. （原始内容存档于2020-04-23）.
13. ↑  . NY1. 2007-07-11  [2010-07-01].
14. ↑  Bagli, Charles V. . The New York Times. 2009-12-21  [2010-06-09]. （原始内容存档于2012-09-26）.
15. ↑  : 80.   [2010-06-09]. （原始内容存档于2016-03-05）.
16. ↑  Decambre, Mark. . New York Post. 2012-09-20  [2012-09-22]. （原始内容存档于2012-10-23）.
17. ↑  . playbill.com.   [2012-10-06]. （原始内容存档于2012-10-12）.
18. ↑  . Brooklyn Nets.   [2012-09-24]. （原始内容存档于2021-03-15）.
19. ↑  . New York Observer.   [2012-12-23]. （原始内容存档于2020-09-19）.
20. ↑  . NY1.   [2013-03-26]. （原始内容存档于2013-05-25）.
21. ↑   (新闻稿). Barclays Center. 2011-12-02  [2011-12-03]. （原始内容存档于2011-12-05）.
22. ↑  Calder, Rich. . New York Post. 2011-12-02  [2011-12-03]. （原始内容存档于2012-02-05）.
23. ↑  .   [2013-06-07]. （原始内容存档于2013-03-04）.
24. ↑  Kaufman, Gil. . MTV News.   [2012-09-24]. （原始内容存档于2012-09-25）.
25. ↑  . The Hollywood Reporter.   [2012-09-30]. （原始内容存档于2012-10-02）.
26. ↑  Greenwald, David. . Billboard. 2013-02-13  [2013-02-15]. （原始内容存档于2020-10-28）.
27. ↑  Vena, Jocelyn. . MTV.com. 2012-09-05  [2012-09-19]. （原始内容存档于2013-05-22）.
28. ↑  Daniels, Colin. . Digital Spy. 2012-09-07  [2012-09-25]. （原始内容存档于2013-06-02）.
29. ↑  .   [2013-06-07]. （原始内容存档于2011-02-09）.
30. ↑  Instagram. . 2024-02-16.

## 外部連結
- （英文）巴克萊中心官方網站（页面存档备份，存于）

| 前任： 保誠中心   | 布魯克林籃網主場 2012年－至今 | 繼任： —    |
| 前任： 納蘇競技場 | 紐約島人主場 2015年起         | 繼任： —    |
| 前任： 史坦波中心 | MTV音樂錄影帶大獎 2013        | 繼任： 未定 |

40°40′57.54″N 73°58′28.88″W / 40.6826500°N 73.9746889°W